# Isakstjärnen, Medelpad
Isakstjärnen är en sjö i Ånge kommun i Medelpad och ingår i Ljungans huvudavrinningsområde.